# Aaron Brown
Aaron Brown (Toronto, 27 de maio de 1992) é um atleta canadense, campeão olímpico e mundial no revezamento 4x100 m.
Nos Jogos do Rio 2016 e Tóquio 2020, conquistou a medalha de bronze integrando o  4x100 metros. No entanto com a posterior desclassificação em 2022 da equipe da Grã-Bretanha, após o corredor britânico Chijindu Ujah testar positivo para o agente anabólico ostarina e o esteroide S-23, considerados dopantes, a equipe canadense foi elevada à medalha de prata da prova de Tóquio.
No Campeonato Mundial de Atletismo de 2022, em Eugene, EUA, Brown conseguiu sua primeira medalha de ouro em Mundiais, integrando o revezamento 4x100 m rasos junto a Andre De Grasse, Jerome Blake e Brendon Rodney, derrotando a equipe norte-americana, os donos da casa, que ficou com a medalha de prata.

Dois anos mais tarde, com a mesma equipe de corredores, o Canadá venceu o revezamento 4x100 m de Paris 2024 e Brown tornou-se campeão olímpico.
Brown é filho de imigrantes: seu pai, Ian, é da Jamaica, e sua mãe, Sonia, é da Inglaterra.